# Alchemilla incisa
Alchemilla incisa là loài thực vật có hoa trong họ Hoa hồng. Loài này được Buser mô tả khoa học đầu tiên.